# Nupserha dubia
Nupserha dubia là một loài bọ cánh cứng trong họ Cerambycidae.